# Theo Westerhout

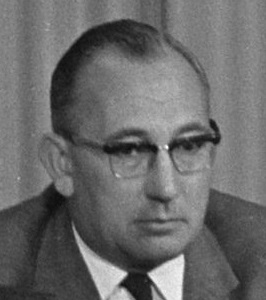
Th.J. Westerhout (1968)

Theodorus „Theo“ Johan Westerhout (* 19. März 1922 in Utrecht, Provinz Utrecht; † 3. Februar 1987 in Vlissingen, Provinz Zeeland) war ein niederländischer Politiker der Partij van de Arbeid (PvdA), der unter anderem zwischen 1965 und 1966 im Kabinett Cals Staatssekretär im Innenministerium war. Später war er von 1969 bis 1972 Bürgermeister von Wageningen sowie zuletzt zwischen 1972 und 1985 Bürgermeister von Vlissingen.

## Leben

### Studium, Mitglied der Zweiten Kammer und Beigeordneter
Westerhout, Sohn eines Unternehmers und Steinfabrikanten, besuchte von 1934 bis 1939 die städtische Höhere Bürgerschule in Utrecht und begann anschließend ein Studium der Sozialgeographie an der Rijksuniversiteit Utrecht, das er jedoch wegen des Zweiten Weltkrieges unterbrechen musste. Nach Kriegsende setzte er das Studium fort und begann nach dessen Abschluss am 7. März 1949 bis 1956 eine Tätigkeit als Beamter und kommissarischer Leiter des Planungsamtes der Provinz Zeeland in Middelburg. Während dieser Zeit begann er auch sein politisches Engagement in der Kommunalpolitik und war vom 1. September 1953 bis zum 12. Juli 1965 als Vertreter der PvdA Mitglied des Gemeinderates von Middelburg. 1955 befand er sich für vier Monate als Vertreter der Vereinten Nationen in Pakistan.
Am 6. November 1956 wurde Westerhout als Kandidat der PvdA erstmals Mitglied der Zweiten Kammer der Generalstaaten und gehörte dieser bis zum 12. Juli 1965 an. Gleichzeitig fungierte er zwischen dem 15. Dezember 1958 und dem 12. Juli 1965 als Beigeordneter (Wethouder) für Gemeinde- und Dienstangelegenheiten, Schlachthof und Kultur der Stadt Middelburg. Daneben war er vom 6. Juni 1962 bis zum 12. Juli 1965 auch Mitglied des Provinzparlaments (Provinciale Staten) der Provinz Zeeland. In dieser Zeit war er von Juli 1962 bis Juli 1965 auch Vorsitzender der PvdA-Fraktion in den Provinciale Staten von Zeeland.

### Staatssekretär und Bürgermeister
Am 12. Juli 1965 wurde er von Ministerpräsident Jo Cals zum Staatssekretär im Innenministerium (Staatssecretaris van Binnenlandse Zaken ) in dessen Regierung berufen und bekleidete dieses Amt bis zum 22. November 1966. Er war in dieser Funktion insbesondere für Grenz- und Agglomerationsangelegenheiten sowie der Automatisierung und Zweckmäßigkeit der Aufsichtsbehörden zuständig. Am 5. Dezember 1966 wurde ihm das Ritterkreuz des Orden vom Niederländischen Löwen verliehen. Als Vertreter der PvDA war er zwischen dem 23. Februar 1967 und dem 1. Mai 1969 erneut Mitglied der Zweiten Kammer der Generalstaaten.
Am 1. Mai 1969 wurde Westerhout als Nachfolger von Maarten de Niet Gerritzoon Bürgermeister von Wageningen und bekleidete diese Funktion bis zum 1. Mai 1972, woraufhin er durch Jacob van Huis abgelöst wurde. Er selbst löste am 1. Mai 1972 Derk Roemers als Bürgermeister von Vlissingen ab. Dieses Amt bekleidete er bis zu seinem vorzeitigen Amtsverzicht am 1. Dezember 1985, worauf Jaap van der Doef sein dortiger Nachfolger wurde.